# Gustavo Valverde
Gustavo Javier Valverde (provincia de Mendoza, 30 de marzo de 1967) es un militar argentino en actividad con el grado de brigadier. Es el actual jefe del Estado Mayor General de la Fuerza Aérea (JEMGFA) desde el 26 de noviembre de 2024, tomando el juramento para ello el 4 de diciembre del mismo año.

## Carrera militar
Ingresó a la Escuela de Aviación Militar el 13 de febrero de 1986, tras haber culminado sus estudios secundarios en el Liceo Militar General Espejo en su Mendoza natal. Se destaca por ser el mejor promedio de su camada sobre un total de cincuenta y nueve cadetes graduados pertenecientes a la promoción 55 de la mencionada academia de formación militar egresados el 7 de diciembre de 1989.
Fue piloto de aeronaves A-4B/C y A-4AR. También voló F-5 con el Ejército del Aire y del Espacio de España. Como oficial superior fue segundo comandante del Comando Operacional del Estado Mayor Conjunto y, hasta su designación al frente de la Fuerza, fue comandante del Comando Conjunto Aeroespacial.

### Titular de la Fuerza Aérea Argentina
Después del relevo del brigadier general Fernando Luis Mengo por el Ministerio de Defensa el 21 de noviembre de 2024, se hizo público dos días después la designación del brigadier Valverde como nuevo jefe del Estado Mayor General de la Fuerza Aérea (JEMGFA).
La designación de Gustavo Javier Valverde como titular de la aeronáutica militar argentina y el cese de su antecesor en el cargo se hicieron oficiales mediante la publicación del decreto 1044/2024 el día 26 de noviembre de 2024. Llevó a cabo el juramento como JEMGFA ante el ministro Luis Petri en el Edificio Cóndor el 4 de diciembre de 2024.